# Statut d'autonomie des îles Baléares de 1983
Pour les articles homonymes, voir Statut d'autonomie des îles Baléares.
Lire en ligne

Lire sur Noticias Jurídicas

Statut de 2007
La loi organique 2/1983, du 25 février, portant statut d'autonomie des îles Baléares (en espagnol : Ley Orgánica 2/1983, de 25 de febrero, de Estatuto de Autonomía para las islas Baleares, en catalan : Llei orgànica 2/1983, de 25 de febrer, de Estatut d’Autonomia de les Illes Balears), plus couramment appelée statut d'autonomie des îles Baléares de 1983 (en espagnol : Estatuto de Autonomía de las islas Baleares de 1983, en catalan : Estatut d’Autonomia de les Illes Balears de 1983) constitue le premier statut d'autonomie de la communauté autonome espagnole des îles Baléares.
Entrée en vigueur le 1er mars 1983, elle a été révisée à deux reprises. Elle est abrogée le 1er mars 2007 par une nouvelle version du statut.

## Cadre
La Constitution du royaume d'Espagne du 27 décembre 1978 reconnaît « et garantit le droit à l'autonomie des nationalités et des régions qui la composent ».
Dans son article 143, elle dispose que « Dans l'exercice du droit à l'autonomie reconnu à l'article 2 [...], les provinces constituant une entité régionale historique pourront accéder à l'autogouvernement et se constituer en communautés autonomes conformément aux dispositions [...] de leurs statuts respectifs. ». L'article 147 précise que « les statuts sont la norme institutionnelle fondamentale de chaque communauté autonome et l'État les reconnaît et les protège comme partie intégrante de son ordre juridique. ».

## Historique

### Préalable à l'élaboration
Le 4 juillet 1977, la majorité des forces politiques des îles Baléares signent le « pacte autonomique », assumant l'engagement d'exercer le droit à l'autonomie politique de l'archipel. Environ cinq mois plus tard, les parlementaires issus des élections constituantes du 15 juin 1977 approuvent à Ciutadella le « projet de régime transitoire pour l'autonomie des îles Baléares ». L'Assemblée des parlementaires, qui se réunit sur Ibiza, adoptera ensuite un texte qui servira de référence pour le régime de pré-autonomie.
Le décret-loi du 13 juin 1978 institue en effet un régime de pré-autonomie fondé sur deux institutions complémentaires : les conseils insulaires et le conseil général inter-insulaire. Il est créé un conseil pour Majorque, un pour Minorque et un pour Ibiza-Formentera. En attendant le vote d'une loi relative aux élections locales et la tenue d'un tel scrutin, le conseil général est composé de 15 membres, élus par les parlementaires à raison d'au moins trois représentants par île.
Par la loi du 17 juillet, le régime électoral des institutions pré-autonomiques est précisé : les conseils insulaires sont élus au suffrage universel direct en parallèle des conseils municipaux, et la moitié de leurs membres forment ensemble le conseil général inter-insulaire.

### Adoption
En juin 1980 est créée une commission de 11 membres – la « commission des Onze » – pour rédiger l'avant-projet de statut d'autonomie de l'archipel baléare. Le texte est remis dix mois plus tard à Jeroni Albertí, président du conseil général. Les principaux points de désaccords tournent autour de la question linguistique, du drapeau et de la composition du Parlement, en lien avec la représentation proportionnelle et la parité entre Majorque et les autres îles. L'Union du centre démocratique (UCD) et le Parti socialiste ouvrier espagnol (PSOE), à l'époque les deux principales forces politiques des îles, parviennent à s'accorder pour surmonter ces difficultés.
Albertí convoque ensuite l'Assemblée des parlementaires et des conseillers insulaires, qui adopte le projet de statut d'autonomie le 7 décembre 1981, remis neuf jours plus tard au président du Congrès des députés Landelino Lavilla. Il est alors transmis à la commission constitutionnelle le 10 mars 1982. Le 20 avril suivant, l'Alliance populaire (AP) de Manuel Fraga propose en séance plénière une rédaction alternative, rejetée par 17 voix pour et 257 voix contre. La commission constitutionnelle rend son rapport le 30 juin suivant.
Les Cortes Generales n'ont pas le temps d'approuver le projet avant leur dissolution. Après les élections générales anticipées du 28 octobre 1982, il est représenté. Une nouvelle fois, l'AP tente de faire adopter une rédaction alternative au cours d'une séance le 11 janvier 1983, mais échoue par 94 voix pour et 190 voix contre. Le rapport de la commission constitutionnelle est approuvé huit jours après. Lors de la séance du 26 janvier, le Congrès adopte le projet de loi organique portant statut d'autonomie des îles Baléares par 193 voix pour, trois voix contre et 107 abstentions, dont 97 issues de l'AP.
Le Sénat ayant approuvé plusieurs amendements, le projet revient devant les députés qui l'adoptent définitivement le 17 février par 206 voix pour, une voix contre et 97 abstentions.